# Domagoj Margetić
Domagoj Margetić (Zagreb, 9. siječnja, 1974.), hrvatski istraživački novinar.

## Životopis
Domagoj Margetić rođen je 9. siječnja 1974. godine u Zagrebu, gdje živi i radi kao istraživački novinar. Autor je brojnih novinarskih tekstova, kolumni, komentara u tiskanim i internetskim medijima u Hrvatskoj, Srbiji, Bosni i Hercegovini, Crnoj Gori i Makedoniji.

### Istraživački rad
Domaćoj, regionalnoj i međunarodnoj javnosti poznat je po razotkrivanju i višegodišnjem istraživanju Afere Hypo.
Od važnijih slučajeva koje je istraživao i o kojima je pisao možemo izdvojiti: 
- Slučaj Enron (1998. – 2003.);
- istraživanje o tzv. “Gregurićevom klanu” (od 2000. do 2010.);
- prvi je objavio tzv. “Dosje Villach” o tajnim računima hrvatske Vlade u Austriji (2003.);
- objavio je i istražio tajni dosje o propasti “Istarske banke (2003.);
- razotkrio kriminal u Hrvatskoj poštanskoj banci i malverzacije Vlade preko te državne banke (2003. – 2007.);
- među prvima istraživao povezanost duhanske industrije i mafije u Hrvatskoj, te objavio tajne dokumente o vezama TDR-a s kriminalnim podzemljem i međunarodnim krijumčarenjem cigareta (2003. – 2011.); objavio je i tajne dokumente o Vladinoj prodaji Dubrovačke banke (2003. – 2007.);

- istraživao i razotkrio ratne zločine protiv srpskih civila u Sisku 1992. i 1992. godine, o čemu je svjedočio i pred srbijanskim Tužiteljstvom za ratne zločine u Beogradu, a zbog čega ga je bivši ministar unutarnjih poslova Hrvatske Tomislav Karamarko teretio za odaju državne tajne i špijunažu protiv Hrvatske;
- prvi je objavio tzv. “Damjanovićevu predstavku” o kriminalu i korupciji u MUP-u RH (2003.);
- istraživao i razotkrio veze mafije, INA-e i međunarodnog šverca na' e preko Hrvatske (2003. – 2005.);
- objavio tajne dokumente o švercu sirijske i iračke nafte preko INA-e (2004.);
- istraživao tajne račune Ministarstva financija Republike Hrvatske (2004. – 2008.);
- istraživao je i razotkrio Aferu Zagrebačka banka o nezakonitoj pretvorbi i privatizaciji Zagrebačke banke (2003. – 2010.);
- prvi je objavio dokument tajnog sporazuma Radovana Karadžica i Richarda Holbrookea za kojeg su mnogi tvrdili da ne postoji (2005. – 2007.);
- od 2005. do 2010. godine istraživao i objavio feljton o pozadini ubojstva srbijanskog premijera Zorana Đinđića;[3]

- prvi je istraživao i pisao o ratnim zločinima hrvatskih oružanih snaga nad civilima u Mrkonjić Gradu (2005. – 2012.);
- istraživao je i objavio dokumente o pranju novca preko tajnih računa kod Privredne banke Zagreb (2005. – 2010.);
- istraživao i objavio dokumente o nezakonitoj pretvorbi i privatizaciji duhanske industrije u Hrvatskoj, prije svega TDR-a i TDZ-a (2005. – 2010.);[4][5]
- prvi je objavio tajne dokumente Hrvatske narodne banke o procesu sanacije banaka u Hrvatskoj (2007.);
- objavio je videosvjedočenje svjedoka koji je za generala Ivana Čermaka sudjelovao u međunarodnom krijumčarenju kokaina (2007.);
- prvi je objavio tajni dokument Hrvatske narodne banke o privatizaciji banaka u Hrvatskoj (2007.);
- istraživao je i razotkrio Slučaj NAMA (2008.); istraživao je i objavio istraživanje o ratnim zločinima hrvatskih oružanih snaga u Bosanskom Brodu i Sijekovcu (2008. – 2011.);
- istraživao i objavio feljton o aktivnostima međunarodnog kriminalnog klana Osmani (2008. – 2012.);
- prvi objavio tajne dokumente o međunarodnom krijumčarenju nuklearnih materijala i oružja preko Hrvatske 1990.-ih godina (2008.);
- istraživao i razotkrio Slučaj Geotehnika, nakon čega je bivši šef Ureda Predsjednika Republike procesuiran zbog korupcije (2008. – 2011.);
- istraživao i objavio dokumente o tajnim zajedničkim financijskim operacijama Tuđmana i Miloševića tijekom 1990.-ih (2008.);[6]
- prvi istraživao i pisao o korupciji i organiziranom kriminalu u Carinskoj upravi Ministarstva financija RH (2009. – 2011.);
- razotkrio sukob interesa ministra pravosuđa (2009.);

- prvi je objavio tajne transkripte sms poruka ubijenog Ive Pukanića (2010.);[7]
- istraživao i prvi objavio detalje o Aferi HAC, o korupciji i kriminalu u Hrvatskim autocestama (2010.);[8]
- sudjelovao u istraživačkom projektu o sukobu interesa i korupciji bivšeg ministra unutarnjih poslova Tomislava Karamarka i projektu “Latinice” na tu temu s uglednim istraživačkim novinarom Denisom Latinom (2011.);
- istraživao i pisao o Aferi Hrvatska pošta (2011. i 2012.);
- sudionik je inicijative za donošenje Zakona o zaštiti prijavljivača korupcije i kriminala, a koju je na sastanku 20.3.2012. godine podržao i predsjednik Republike Hrvatske Ivo Josipović;
- razotkrio je kriminal i korupciju u Slučaju Dodik – Hypo (2012. – 2013.).

### Kazneni postupci
Zbog svojeg novinarskog rada, Margetić je više od pet stotina puta privođen na razne obavijesne razgovore i policijska ispitivanja, devet puta je zatvaran, a protiv njega je vođeno cak četrdesetak različitih sudskih postupaka zbog njegovog pisanja, a sedam je puta bio kazneno prijavljen zbog odaje državne i vojne tajne.
Zbog otkrivanja traga prljavog novca opljačkanog iz zemalja na Balkanu, te opranog kroz kreditne plasmane Hypo Grupe, Hypo Alpe Adria Bank d.d. Zagreb pokrenula je 2010. godine kazneni postupak protiv istraživačkog novinara Domagoja Margetića, te su ga kaznenom prijavom teretili za kazneno djelo odaje bankarske, odnosno poslovne tajne. U postupku je Hypo banka službenim podneskom Općinskom kaznenom sudu u Zagrebu priznala kako je objavljeno istraživanje “istinito i točno”, ali su tvrdili kako je Margetić objavom dokumenata o kriminalu u Hypo Grupi objavio – bankarsku tajnu. Sudski postupak vođen je do 2013. godine, kada je Margetić pravomoćno oslobođen krivnje, a optužnica Hypo banke protiv novinara odbačena je, što je svojevrstan presedan u hrvatskom pravosuđu.

### Djelovanje
- Član je međunarodne organizacije Committee of Concerned Journalist,[11] u sklopu Project for Excellence in Journalism, sa sjedištem u Washingtonu, SAD;
- suradnik je Američkog centra za demokraciju sa sjedištem u New Yorku;
- član je Odbora međunarodne ekspertne organizacije “Security and Defence People (SDP), u Odjelu za sigurnost i istraživanja, sa sjedištem u SAD-u;
- regionalni je direktor Istraživačkog instituta za europske i američke studije (RIEAS), sa sjedištem u Ateni, Grčka;
- suradnik je (administrator) na projektu TOC Search dana baze osoba povezanih s terorizmom i organiziranim kriminalom, kojeg u suradnji s američkim Marshall centrom vode Fakultet bezbednosti i Matematički fakultet Univerziteta u Beogradu.

- U svojim novinarskim istraživanjima blisko je surađivao s poznatim borcem protiv korupcije u Srbiji, Vericom Barać, bivšom predsjednicom Savjeta za borbu protiv korupcije Vlade Srbije.
- Margetić kao aktivist podržava i sudjeluje u akcijama Pokreta Occupy Croatia,[12] te podržava i surađuje sa sličnim inicijativama u regiji poput Pokreta 99% Srbije ili poput Inicijative za Picin park u Banja Luci.
- Podržava sve druge pokrete i inicijative kojima je glavni cilj borba za opće dobro i javni interes.
- Potpisnik je Deklaracije o zajedničkom jeziku, u kojoj se tvrdi da se u Hrvatskoj, Bosni i Hercegovini, Srbiji i Crnoj Gori govore nacionalne standardne varijante zajedničkog policentričnog standardnog jezika.[13]
- Djeluje i kao aktivist protiv cenzure, posebno u akcijama protiv cenzure na javnom radiotelevizijskom servisu HRT-u, a utemeljitelj je i alternativne novinarske nagrade za cenzuru, pod nazivom “Mlohava čuna”, koja se dodjeljuje povodom Međunarodnog dana slobode medija, 3. svibnja, osobama posebno zaslužnim za cenzuru u medijima, kao i ograničavanje medijskih inovinarskih sloboda.
- Na poziv Europskog parlamenta, Domagoj Margetić je 23. travnja 2013. godine, pred članovima Antikorupcijskog odbora Europskog parlamenta, održao prezentaciju svojeg višegodišnjeg istraživanja organiziranog kriminala, pranja novca i korupcije u slučaju Afere Hypo.[14]
- Listopada 2013. godine Domagoj Margetić je postao jedan od osnivača Antikorupcijske lige Balkan (skraćeno ALB),[15] regionalne antikorupcijske organizacije koja je otvorena je za sve slobodomisleće i nekompromitirane ljude. Članstvo ALB se svakodnevno širi, a za sada ga čine antikorupcijske nevladine udruge, aktivističke pokreti i ugledni pojedinci iz Srbije, Hrvatske, Bosne i Hercegovine, Slovenije i Crne Gore.[16]

### Emisija Necenzurirano
Od 2006. do 2011. godine radio je kao glavni urednik istraživačkog novinarskog portala Necenzurirano.com.
Od siječnja 2016. godine do lipnja 2018. godine uređivao je emisiju Necenzurirano na lokalnom kanalu Mreža TV. Emisija Necenzurirano ukinuta je 5. rujna 2018.
„Emisija se bavi istraživačkim temama, koje drugi elektronski mediji uglavnom ne istražuju niti objavljuju, na način na koji se malo emisija danas bavi tim temama. Neke, važnije teme obrađivati ćemo u nastavcima iz emisije u emisiju, a koncept je takav da će svaka emisija biti kao neki mali dokumentarac. Nadam se da će se gledateljima svidjeti. Ako bude gledana kako su čitane moje kolumne na SEEbizu, tada smo napravili dobru stvar", rekao je Margetić za SEEbiz.

### Napadi
11. kolovoza 2014. nepoznati napadač udario je Domagoja Margetića, betonskim blokom u glavu. Napad se desio ispred njegovog stana u Bauerovoj ulici. Županijsko državno odvjetništvo taj je napad okvalificiralo kao pokušaj ubojstva.
Nakon pokušaja ubojstva Domagoj Margetić je živio pod policijskom zaštitom, koja mu je bez najave ukinuta u petak 12. prosinca 2014., te se sklonio spavati kod prijatelja. Između nedjelje navečer i ponedjeljka popodne provaljeno mu je u stan te mu je iz sefa ukradena ukradena dokumentacija. Margetić naglašava da mu je u stan provaljeno samo dva dana nakon što mu je ukinuta zaštita i pet dana prije njegova zakazana svjedočenja na sudu.
13. prosinca 2016. nepoznati napadač je na Kvaternikovom trgu fizički napao Domagoja Margetića, koji je zadobio lakše ozljede.
2. kolovoza 2017. nepoznati počinitelj provalio je u stan Domagoja Margetića, za vrijeme dok je on bio odsutan, te mu je ukrao opremu i dokumentaciju. Ukraden mu je laptop, vanjski hard disk od jednog terabajta s dokumentima i pripremom priče koju je istraživao, 6 ili 7 USB memorijskih ključića, te novčanik s nekim dokumentima i novcem koji mu je bio nužan za život sljedećih par mjeseci.
Od 5. rujna 2018. do 19. listopada 2018. godine, točnije 44 dana, Domagoj Margetić štrajkao je glađu tvrdeći "kako policija nije reagirala na njegove prijave da prima prijetnje smrću te zbog pritisaka na njegovu obitelj". Nakon razgovora s premijerom Andrejem Plenkovićem prekida štrajk glađu.

## Knjige
Kao autor ili koautor objavio je četrnaest knjiga, od kojih su najpoznatije::
- Tko je opljačkao Hrvatsku? (2003.)[24]
- Bankarska mafija (2008.)[25]
- Slučaj Pukanić: Ubojstvo s potpisom države (2011.)[26]
- Operacija Durres: Kosovo i Novi balkanski poredak (2013.)[27]
- Karamarko - Najmoćniji među najkorumpiranijima (2015.)[28]
- “Krvave balkanske milijarde” (2019) koja sadrži Margetićevo dugogodišnje istraživanje o tajnim tokovima novca, te organiziranom kriminalu i korupciji i pozadini rata na Balkanu krajem dvadesetog stoljeća.

Autor je dvije knjige poezije: 
- “Razotkrivanje” (2006.)[29]
- “Opraštam nebu tvoj osmijeh” (2011.)[30]

- “Molim te zaboravi pjesmu” je naslov pod kojim je magazin Društva hrvatskih književnika Ogranak u Rijeci, Književna Rijeka, u broju 16 iz 2011. godine, objavio Izbor njegovih neobjavljivanih pjesama

## Vanjske poveznice
Necenzurirano, youtube kanal